# ロールフォワード
ロールフォワード (英:Roll forward、前進復帰) は、停電やメモリエラーなどでメモリ上のデータベースに障害が発生し、不揮発性記憶装置に書き込まれる前のメモリ上の更新データが失われても、ログによってコミットが完了したことが確認された処理については、データベースの内容を復元することを意味する。

## 関連
- ロールバック
- トランザクション処理
- コンピュータ用語一覧